# Moszczeński Hrabia

Herb

Moszczeński Hrabia – polski herb hrabiowski, odmiana herbu Nałęcz, nadany w Galicji.

## Opis herbu
Opis zgodnie z klasycznymi regułami blazonowania:
W polu czerwonym pomłość srebrna. Nad tarczą korona hrabiowska. Klejnot: nad hełmem, w koronie, panna w szacie czerwonej, z nałęczką na rozpuszczonych włosach, między dwoma rogami jelenimi, trzymająca się tych rogów. Trzymacze: dwa lwy wspięte, złote. Całość oparta na postumencie w formie ornamentu roślinnego.

## Najwcześniejsze wzmianki
Nadany z tytułem hrabiowskim Konstantemu Moszczeńskiemu w Galicji 18 kwietnia 1788 roku. Podstawą nadania tytułu miało być rzekome nadanie tytułu hrabiego przez książąt mazowieckich w 1456 roku Prokopowi Moszczeńskiemu. Wnioskujący Konstanty Moszczeński przedstawił także wywód szlachectwa oraz wykazał się oddaniem dla domu cesarskiego. Tytuł potwierdzono w Prusach 30 czerwca 1803 dla Stanisława, syna Michała i Franciszka, syna Bolesława oraz w Rosji 31 grudnia 1856 dla majora Arsena Antoniego z Bolesławem Feliksem, Józefa Tadeusza, syna Baltazara i Jana Nepomucena, syna Wojciecha. Wszyscy hrabiowie Moszczeńscy w Rosji i Prusach byli odległymi krewniakami Konstantego.

## Herbowni
Jedna rodzina herbownych:
graf von Nałęcz-Moszczeński.